# آمونیوم متاوانادات
آمونیوم متاوانادات (به انگلیسی: Ammonium metavanadate) با فرمول شیمیایی NH۴VO۳ یک ترکیب شیمیایی است. که جرم مولی آن ۱۱۶٫۹۸ g/mol می‌باشد. 